# An Chang-ok
 (juillet 2024).
An Chang-ok (née le 23 avril 2003 à Pyongyang) est une gymnaste artistique nord-coréenne. 
Championne du saut de cheval et des barres asymétriques aux Jeux asiatiques de 2022, elle a également contribué à remporter la médaille de bronze pour la Corée du Nord pour cette compétition. Elle participe également aux championnats du monde 2019 et Jeux olympiques d'été de 2024.

## Carrière
An est devenu éligible selon son âge pour participer aux compétitions seniors en 2019. Elle a fait ses débuts seniors lors de la Coupe du monde à Doha en 2019, mais elle ne s'est qualifiée pour aucune finale. Son meilleur résultat a été une 17e place aux barres asymétriques. Ensuite lors des Championnats du monde 2019, elle a aidé l'équipe nord-coréenne à se classer 20e lors du tour de qualification. Elle a terminé 60e au concours général individuel.
An a représenté la Corée du Nord aux Jeux asiatiques de 2022, la première compétition de l'équipe nationale nord-coréenne depuis le début de la pandémie de Covid-19. Elle a permis à l'équipe nord-coréenne de remporter la médaille de bronze derrière la Chine et le Japon. Individuellement, elle s'est qualifiée pour la finale du concours général et est arrivée sixième. Lors des finales des épreuves, elle a remporté les médailles d'or au saut de cheval et aux barres asymétriques,.
An s'est inscrite à la Coupe du monde 2024 pour concourir au saut de cheval et tenter de se qualifier pour les Jeux olympiques de 2024. Lors de la Coupe du monde du Caire, elle a exécuté un Yurchenko en double vrille et a réussi un saut de Cheng qui lui permis la victoire de la médaille d'or. An a remporté une autre médaille d'or lors de la Coupe du monde de Cottbus. Durant la Coupe du monde de Bakou, elle a remporté la médaille d'argent derrière la Bulgare Valentina Georgieva et a assuré un quota olympique. Elle a ensuite remporté la médaille d'argent lors de la Coupe du monde de Doha derrière la Panaméenne Karla Navas. Elle a été championne de saut des séries de la Coupe du monde 2024.
An représente la Corée du Nord aux Jeux olympiques d'été de 2024. Elle se qualifie à la finale de l'épreuve du saut de cheval et finit 4e derrière l'américaine Jade Carey.

## Historique de compétition
| Année                           | Événement                 | Équipe | AA            | Vermont           | UB     | BB     | Effets |
| Junior                          | Junior                    | Junior | Junior        | Junior            | Junior | Junior | Junior |
| ------------------------------- | ------------------------- | ------ | ------------- | ----------------- | ------ | ------ | ------ |
| 2017                            |                           |        |               |                   |        |        |        |
| Championnats asiatiques juniors |                           | 15     |               |                   |        |        |        |
| Senior                          |                           |        |               |                   |        |        |        |
| 2019                            |                           |        |               |                   |        |        |        |
| Championnats du monde           | 20                        |        |               |                   |        |        |        |
| 2023                            |                           |        |               |                   |        |        |        |
| Jeux asiatiques                 | Médaille de bronze        | 6      | Médaille d'or | Médaille d'or     |        |        |        |
| 2024                            | Coupe du monde du Caire   |        |               | Médaille d'or     |        |        |        |
| 2024                            | Coupe du monde de Cottbus |        |               | Médaille d'or     |        |        |        |
| 2024                            | Coupe du monde de Bakou   |        |               | Médaille d'argent |        |        |        |
| 2024                            | Coupe du monde de Doha    |        |               | Médaille d'argent |        |        |        |